# Mind games (single)
Mind games is een single van John Lennon. Het is afkomstig van zijn gelijknamige album. De single diende als promotie voor dat album, dat op dezelfde dag werd uitgegeven.
Het nummer ontstond als Make love not war in 1969, tijdens de sessies voor het Beatlesalbum Let It Be. Deze versie verscheen op het album John Lennon Anthology. Maar gedurende de jaren werd de tekst en de titel aangepast, en werd omgevormd naar het nummer, zoals dat nu bekend is. De titel is daarbij ontleend aan het boek van Robert Masters en Jean Houston uit 1972. In het lied komt het fragment Yes is the answer voor, een hint naar zijn vrouw Yoko Ono. Het nummer is opgenomen in de periode dat Lennon een verhouding had met May Pang. Ono heeft wel weer een rol in de videoclip.
Het nummer is door een aantal andere artiesten opgenomen, meestal als eerbetoon aan Lennon of bij ondersteuningsacties voor Amnesty International. De covers werden nergens een hit.

## Hitnotering

### Nederlandse Top 40
| Hitnotering: week 49/1973 t/m 2/1974 | Hitnotering: week 49/1973 t/m 2/1974 | Hitnotering: week 49/1973 t/m 2/1974 | Hitnotering: week 49/1973 t/m 2/1974 | Hitnotering: week 49/1973 t/m 2/1974 | Hitnotering: week 49/1973 t/m 2/1974 | Hitnotering: week 49/1973 t/m 2/1974 | Hitnotering: week 49/1973 t/m 2/1974 |
| Week:                                | 1                                    | 2                                    | 3                                    | 4                                    | 5                                    | 6                                    |                                      |
| ------------------------------------ | ------------------------------------ | ------------------------------------ | ------------------------------------ | ------------------------------------ | ------------------------------------ | ------------------------------------ | ------------------------------------ |
| Positie:                             | 24                                   | 16                                   | 15                                   | 16                                   | 27                                   | 37                                   | uit                                  |

### NederlandseDaverende 30
| Hitnotering: 8-12-1973 t/m 11-1-1974 | Hitnotering: 8-12-1973 t/m 11-1-1974 | Hitnotering: 8-12-1973 t/m 11-1-1974 | Hitnotering: 8-12-1973 t/m 11-1-1974 | Hitnotering: 8-12-1973 t/m 11-1-1974 | Hitnotering: 8-12-1973 t/m 11-1-1974 |
| Week:                                | 1                                    | 2                                    | 3                                    | 4                                    |                                      |
| ------------------------------------ | ------------------------------------ | ------------------------------------ | ------------------------------------ | ------------------------------------ | ------------------------------------ |
| Positie:                             | 29                                   | 19                                   | 16                                   | 28                                   | uit                                  |

### Britse Singles Top 50
| Hitnotering: 24-11-1973 t/m 25-1-1974 | Hitnotering: 24-11-1973 t/m 25-1-1974 | Hitnotering: 24-11-1973 t/m 25-1-1974 | Hitnotering: 24-11-1973 t/m 25-1-1974 | Hitnotering: 24-11-1973 t/m 25-1-1974 | Hitnotering: 24-11-1973 t/m 25-1-1974 | Hitnotering: 24-11-1973 t/m 25-1-1974 | Hitnotering: 24-11-1973 t/m 25-1-1974 | Hitnotering: 24-11-1973 t/m 25-1-1974 | Hitnotering: 24-11-1973 t/m 25-1-1974 | Hitnotering: 24-11-1973 t/m 25-1-1974 |
| Week:                                 | 1                                     | 2                                     | 3                                     | 4                                     | 5                                     | 6                                     | 7                                     | 8                                     | 9                                     |                                       |
| ------------------------------------- | ------------------------------------- | ------------------------------------- | ------------------------------------- | ------------------------------------- | ------------------------------------- | ------------------------------------- | ------------------------------------- | ------------------------------------- | ------------------------------------- | ------------------------------------- |
| Positie:                              | 39                                    | 31                                    | 26                                    | 33                                    | 35                                    | 35                                    | 33                                    | 37                                    | 46                                    | uit                                   |